# Tripterygium wilfordii
Espèce
Classification phylogénétique
Tripterygium wilfordii, ou Lei gong teng ou vigne du tonnerre divin est une plante de la famille de Celastraceae utilisée dans la médecine chinoise traditionnelle. C’est une plante grimpante aux feuilles lisses sur le dessus, et duveteuses en dessous. Elle fleurit en septembre. Les fleurs d’environ 9 mm sont parfumées, petites et blanches. Le fruit est brun-rouge d’environ 1,5 cm de long.

## Composés actifs
La composition phytochimique de T. wilfordii comprend principalement des diterpènes, des triterpènes, des glycosides et des alcaloïdes. Les diterpènes triptolide, tripdiolide, triptonide et le célastrol sont les plus abondants et expliquent l'activité immunosuppressive et anti-inflammatoire provoquée par les extraits de racine. Le triptolide est aussi immunomodulateur, antitumoral et anti-âge en modèle murin ( favorise la régénération neuronale et la transmission du signal, jouant ainsi un rôle antidépresseur). Cui et al. (2016) ont montré (chez la souris) qu'il inhibe l'activation de la microglie dans le cortex cérébral et l'hippocampe.
Selon une méta-analyse, le polyglycoside de Tripterygium wilfordii peut améliorer efficacement le taux de rémission, réduire la protéinurie et protéger la fonction rénale des patients atteints de néphropathie à immunoglobuline A, mais des essais de meilleur qualité sont nécessaires (2022).